# Huset Guise
Huset Guise var en fransk hertiglig släkt, en gren av huset Lothringen. Ätten utslocknade år 1763.

## Historia
Släktens stamfader, Claude de Lorraine (1496-1550) var yngre son till René II av Lothringen. Han flyttade över till Frankrike i slutet av Ludvig XII:s regering, där han naturaliserades och av kung Frans I 1527 upphöjdes till hertig av Guise som belöning för sina tjänster i krigen mot Karl V.
1513 gifte han sig med Antoinette de Bourbon, en faster till kung Anton av Navarra (Henrik IV:s fader). Deras dotter Maria gifte sig med Jakob V av Skottland och blev moder till drottning Maria Stuart. Ätten Guise delade sig sedermera i tre grenar: hertigarnas av Guise, vilken utslocknade 1675, hertigarnas av Aumale, vilken utslocknade 1631, och hertigarnas av Elbeuf, vilken utslocknade 1763.
Med Jean, hertig av Guise återupptogs titeln hertig av Guise av huvudmannen för huset Bourbon-Orléans.
Bland släktens medlemmar märks:
- Frans av Guise, son till Claude ovan
- Charles av Guise, kardinal av Lorraine, den föregåendes bror
- Maria av Guise, den föregåendes syster
- Henrik I av Guise, son till Frans av Guise
- Charles av Guise, hertig av Mayenne, den föregåendes bror
- Charles av Guise, son till Henrik I av Guise
- Henrik II av Guise, den föregåendes son